# Nikolaos Lyberopoulos
Nikolaos "Nikos" Lyberopoulos (Filiatra, 4 de agosto, 1975) é um ex futebolista da Grécia, atuou como atacante.

## AEK Atenas
Seu melhor momento na carreira foi no clube ateniense, na qual jogou na seleção nacional e foi artilheiro da liga. Aposentou após sua segunda passagem em 2012